# Францішек Вежхлейський
Францішек Ксаверій Вешхлейський (пол. Franciszek Ksawery Wierzchleyski; наприкінці листопада 1803, Верхня Поремба — 17 квітня 1884, Львів) — римо-католицький релігійний діяч. Львівський латинський архієпископ.

## Життєпис
Народжений наприкінці листопада 1803 року у сім'ї власників маєтку у Верхній Порембі на південному заході Польщі. Охрещений 1 грудня 1803.
Навчався спочатку вдома, потім у Новому Санчі, а пізніше — у Тарнівській гімназії. Таїнство Миропомазання отримав у Львові 21 травня 1820 року з рук латинського архиєпископа Анджея Анквича. Філософські студії розпочав у Львівському університеті, однак невдовзі вирішив стати священником. Теологічні студії пройшов у Відні, де також отримав 24 лютого 1826 року дияконські свячення та 25 червня 1826 — священничі. Потім навчався у віденському Інституті святого Августина, але не здобув ступеня доктора теології, тому що 1827 року був скерований викладачем Святого Письма в навчальній установі в Кальварії-Зебжидовській, яку невдовзі перенесли до Львова. У 1834 році став настоятелем парафії Різдва Пресвятої Діви Марії в містечку Гологорах, де прослужив 11 років. Невдовзі призначений золочівським деканом. У 1845 році вступив до Львівської митрополичої капітули та отримав призначення інпектора народних шкіл Львівської архидієцезії.

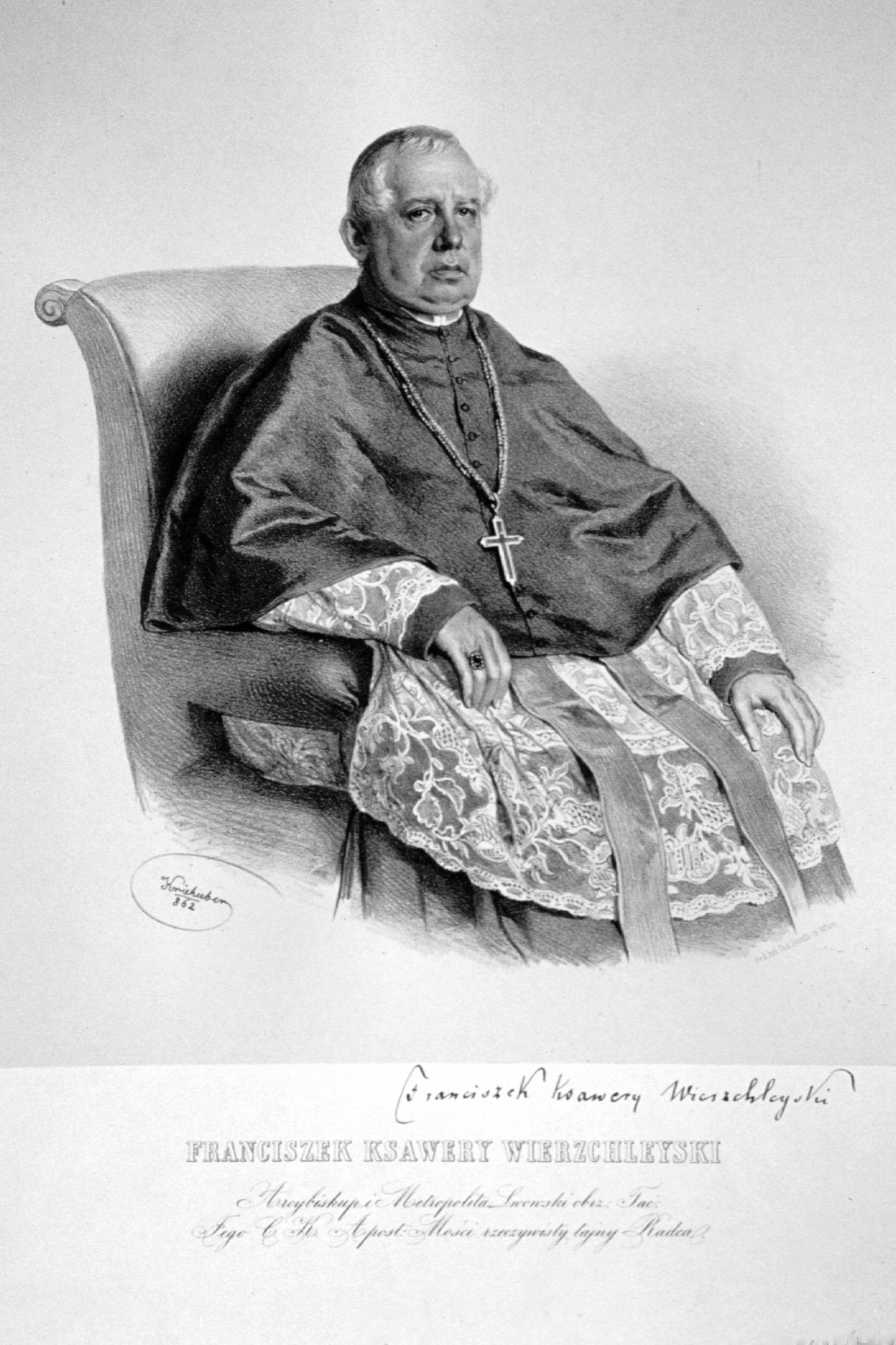
Францішек Ксаверій Вешхлейський
і єго підпис

5 квітня 1846 року обраний Перемишльським єпископом, затверджений 27 липня того ж року. Єпископські свячення відбулися 4 жовтня 1846 р.
На посаду Львівського архиєпископа призначений 6 грудня 1859 року і затверджений 23 березня 1860 р. Брав участь у Першому Ватиканському соборі (1869—1870).
1848 року був членом Центральної національної ради у Львові.
Помер 17 квітня 1884 року у Львові. Був похований у крипті костелу Матері Божої Громничої кармеліток босих (нині Церква Стрітення Господнього (Львів), Львів). Баронч Тадей — автор скромного надгробка архієпископа в каплиці Святих Дарів (інші назви — Вишневецьких, або Найсвятішого Таїнства) Латинської катедри Львова.